# Jane Relf
Jane Relf (7 de março de 1947) era a irmã mais jovem de Keith Relf dos Yardbirds. Após a dissolução dos Yardbirds, Keith formou, em 1969, a banda Renaissance com Jane dividindo os vocais. Depois da morte trágica de Keith (maio de 1976), os remanescentes do Renaissance formaram o Illusion, já que eles não poderiam mais usar o nome do Renaissance. Inclusive Renaissance tornou-se o ícone do rock progressivo, belas suítes sinfônicas, marcando tematicamente o início da década de 1970.
Desde a separação da banda Illusion Jane tem participado dos álbuns de Jim McCarty, projeto Stairway e Renaissance-Illusion e de outros artistas. Antecessora de Annie Haslam, a bela voz de Jane Relf (Renaissance 1969-1971) é ouvida em vários discos dos seus antigos colegas de bandas. De voz doce e suave como pluma, Jane Relf é sempre convidada para mostrar sua arte. Considerada a primeira voz feminina em banda gênero progressivo.